# Barbe-Nicole Clicquot-Ponsardin
Barbe-Nicole Clicquot (ur. 16 grudnia 1777, zm. 29 lipca 1866), z domu Ponsardin, znana również jako „Wielka Dama Szampana” lub „wdowa Cliquot”, była przedsiębiorcą i pierwszą kobietą, która prowadziła tzw. dom szampana (firmę zajmującą się produkcją i sprzedażą tego trunku).
23 października 1805 roku, w momencie śmierci męża, miała 27 lat. Przejęła interes założony 33 lata wcześniej (w 1772 r.), produkujący 100 tysięcy butelek rocznie.